# 育英站
育英站是位于黑龙江省漠河县图强镇育英林场的一个铁路车站，有富西铁路经过该站，车站及其上下行区间均未电气化，距离富裕站831公里。车站建于1971年，原名老潮河站，1974年开站通车:94。车站扳道房及驻站职工住房和个人财产在1987年5月7日晚大兴安岭山火被烧毁，站房和绝大部分财产都没有损失。
车站隶属哈尔滨铁路局加格达奇车务段，是四等站，主要办理接发列车作业，不办理客货运业务。